# Ronald J. Garan
Ronald John Garan, Jr. född 30 oktober 1961 i Yonkers, New York, är en amerikansk astronaut uttagen i astronautgrupp 18 den 27 juli 2000. Han bor med sin fru och har tre barn.

## Rymdfärder
- Discovery - STS-124